# Webert da Silva Miguel
Webert da Silva Miguel, meglio noto come Beto (Ibirité, 15 novembre 1986), è un ex calciatore brasiliano, di ruolo centrocampista.

## Carriera
Ha giocato nella massima serie dei campionati bulgaro ed armeno.